# Дялу-Малулуй
Дялу-Малулуй (рум. Dealu Malului) — село у повіті Вилча в Румунії. Адміністративно підпорядковане місту Римніку-Вилча.
Село розташоване на відстані 158 км на північний захід від Бухареста, 3 км на північний захід від Римніку-Вилчі, 99 км на північний схід від Крайови, 114 км на південний захід від Брашова.

## Населення
За даними перепису населення 2002 року у селі проживали 155 осіб, усі — румуни. Рідною мовою 154 особи (99,4%) назвали румунську.